# Cletràcies
Les Clethraceae són una família de plantes amb flors dins l'ordre Ericals, són plantes natives de regions de temperades càlides a tropicals de l'Àsia i Amèrica del Sud, amb una espècie a Madeira. Consta de dos gèneres: Clethra i Purdiaea.
Anteriorment molts taxonomistes incloïen només Clethra dins aquesta família però recentmen s'ha vist que Purdiaea, que abans eestava dins la família Cyrillaceae, està més a prop de Clethra.